# 県道191号 (台湾)
県道191号（けんどう191ごう）は、宜蘭県礁渓郷徳陽から同県冬山郷東城を結ぶ、全長計23.225kmの台湾の県道である。

## 通過する自治体
- 宜蘭県
  - 礁渓郷
  - 壮囲郷
  - 宜蘭市
  - 五結郷
  - 羅東鎮
  - 冬山郷

## 接続する道路
- 県道192号
- 台9線
- 台7線
- 県道196号
- 台7丙線

## 施設
- 玉龍橋
- 国立宜蘭高級商業職業学校
- 宜蘭インターチェンジ
- 羅東インターチェンジ

## 支線

### 甲線
県道191号甲線（けんどう191ごうこうせん）は、宜蘭県頭城鎮頂埔から同県宜蘭市美城を結ぶ、全長計8.707kmの台湾の県道であり。県道192号と県道191乙線のそれぞれと重複区間がある。

#### 通過する自治体
- 宜蘭県
  - 頭城鎮
  - 礁渓郷
  - 壮囲郷
  - 宜蘭市

#### 接続する道路
- 台2庚線
- 県道192号
- 県道191乙線
- 県道191号

#### 施設
- 宜蘭インターチェンジ

### 乙線
県道191号乙線（けんどう191ごうおつせん）は、宜蘭県宜蘭市美城から同県同市宜蘭を結ぶ、全長計3.942kmの台湾の県道であり。県道192号と県道191甲線のそれぞれと重複区間がある。

#### 通過する自治体
- 宜蘭県
  - 宜蘭市

#### 接続する道路
- 台9線
- 台7線

#### 施設
- 宜蘭インターチェンジ